# ザ・フィンガーズ
ザ・フィンガーズ（The Fingers）は、1962年（昭和37年）慶應義塾高等学校（日吉）在学中の三野村清雄たちにより結成されたバンド。慶應義塾大学時代を経てメンバーの変更を行いながら1969年（昭和44年）までの7年間、ポップス、ロック、カントリー、ボサノヴァとジャンルを問わずテレビやライブで活躍した。

## メンバー

### アマチュア時代
- 三野村清雄（三井組、のちの三井財閥の大番頭・三野村利左衛門の玄孫）
- 鈴木英夫
- 高橋信之（ギター）
- 朝吹誠（三井財閥トップを歴任した朝吹英二の曾孫。政治家で衆議院議長を務めた石井光次郎の孫であり、またフランス文学者の朝吹三吉の息子[1]）
- 斉藤茂一（歌人斎藤茂吉の孫であり、精神科医・斎藤茂太の息子[1]、叔父に北杜夫）
- 山川伸三郎
- 成毛滋（ギター）（ブリヂストン創業者・石橋正二郎の孫）

### プロ転向後（石井音楽事務所からプロデビュー）
- 成毛滋（ギター）
- 高橋信之（ギター）
- シー・ユー・チェン（ベース）
- 蓮見不二男（キーボード）- 「メリー・ジェーン」の作詞なども手掛けた。父親は駐モロッコ日本大使などを務めた外交官（蓮見幸雄）。[2]
- 松本宏三（ドラムス）
- クロード芹沢（ボーカル）

## 来歴
卓越したギターテクニックで知られた成毛滋は、アマチュア時代から『早弾き』ギタリストとして注目され、プロ転向後も日本のギター界を代表するギタリストとして活躍した。
高橋幸宏の兄にあたる高橋信之は、キーボードの蓮見不二男他、アメリカン・スクールのグループ『ディメンションズ』からシー・ユー・チェンをベーシストとして引き抜き、ドラマー松本宏三を加えた。石井音楽事務所がプロ結成後2年目にクロード芹沢をボーカリストとして参加させた。
ノーキー・エドワーズが弾く『キャラバン』を軽くコピーしてしまうことで知られたアマチュア時代のフィンガースは、プロ転向後、クリーム、ジミ・ヘンドリックス、ヴァニラ・ファッジ、レッド・ツェッペリンに影響を受け変貌をしていく。音楽事務所が押し進めるグループ・サウンズ路線と方向性が異なったフィンガースは、1969年夏に解散する。解散直前にTBSラジオで行われたライブ録音が当時、彼らが進みたかった音楽性を物語っている。
ユーミンこと松任谷由実が彼らの追っかけをしていたことでも知られる。

## ディスコグラフィー

### シングル
- 1. 「灯りのない街／悲しみの中で」1967年3月1日発売（ユニオン US-518）
- 2. 「ゼロ戦／ブル・フィンガーズ」1967年7月発売（ユニオン US-537）
- 3. 「ツィゴイネルワンゼン／愛に向かって」1968年2月6日発売（ユニオン US-564）
- 4. 「愛の伝説／天使の横顔」1968年6月20日発売（ロンドン TOP-705）
- 5. 「少女へのソナタ／すてきなクリスティーヌ」1968年11月5日発売（ロンドン TOP-709）
- 6. 「失われた世界／LOVE ME!」1969年6月1日発売（ロンドン TOP-713）

### アルバム
- 1. 「サウンド・オブ・ザ・フィンガーズ」1968年12月1日発売（ロンドン SLD-3）